# The Idolmaster (serie animata)
The Idolmaster, ufficialmente intitolato "THE iDOLM@STER", è una serie televisiva anime basata dal videogioco di Bandai Namco intitolato The Idolm@ster. La serie è composta da venticinque episodi, le cui trasmissioni sono durate dal 7 luglio 2011 al 22 dicembre 2011.

## Trama
La serie segue le vicende di tredici aspiranti idol dell'agenzia di talenti Production 765, gestita dal bonario Junichirō Takagi, e della loro scalata verso il successo e la notorietà, in cui saranno aiutate da un giovane e premuroso produttore appena assunto e desideroso di fare del suo meglio e da Ritsuko Akizuki, seriosa ex-idol. Il gruppo di aspiranti idol dovrà fare i conti non soltanto con le difficoltà iniziali di trovare degli ingaggi, ma anche con le meschine macchinazioni dell'agenzia rivale, la 961 production, gestita da Takao Kuroi, ex collega di Jun'ichirō Takagi.

## Personaggi e doppiatori
- Akiko Hasegawa: Miki Hoshii
- Asami Imai: Chihaya Kisaragi
- Eriko Nakamura: Haruka Amami
- Kenji Akabane: Produttore
- Asami Shimoda: Ami e Mami Futami
- Azumi Asakura: Yukiho Hagiwara
- Chiaki Takahashi: Azusa Miura
- Daichi Kanbara: Hokuto Ijūin
- Eriko Nakamura: Hamzō
- Hiromi Hirata: Makoto Kikuchi
- Houchu Ohtsuka: Junjirō Takagi
- Juri Takita: Kotori Otonashi
- Manami Numakura: Hibiki Ganaha
- Mayako Nigo: Yayoi Takatsuki
- Mitsuaki Hoshino: Reporter Yoshizawa
- Naomi Wakabayashi: Ritsuko Akizuki
- Rie Kugimiya: Iori Minase
- Takehito Koyasu: Takao Kuroi
- Takuma Terashima: Tōma Amagase
- Yoshitsugu Matsuoka: Shōta Mitarai
- Yumi Hara: Takane Shijō

## Episodi
| Nº  | Titolo inglese Giapponese 「Kanji」 - Rōmaji                                                                                                 | In onda           | In onda |
| Nº  | Titolo inglese Giapponese 「Kanji」 - Rōmaji                                                                                                 | Giapponese        |         |
| 01  | This Is Where the Girls Start 「これからが彼女たちのはじまり」 - Kore kara ga Kanojo-tachi no Hajimari                                       | 8 luglio 2011     |         |
| 02  | The Girls Start "Preparing" 「"準備"をはじめた少女たち」 - "Junbi" o Hajimeta Shōjo-tachi                                                    | 15 luglio 2011    |         |
| 03  | Everything Starts With One Courageous Step 「すべては一歩の勇気から」 - Subete wa Ippo no Yūki kara                                          | 22 luglio 2011    |         |
| 04  | That Changes Who I Am 「自分を変えるということ」 - Jibun o Kaeru toiu Koto                                                                   | 29 luglio 2011    |         |
| 05  | Spending Summer Vacation With Everyone 「みんなとすごす夏休み」 - Minna to Sugosu Natsuyasumi                                                | 5 agosto 2011     |         |
| 06  | The Decision to Continue Forward 「先に進むという選択」 - Saki ni Susumu toiu Sentaku                                                        | 12 agosto 2011    |         |
| 07  | Things You Love, Things That Are Important 「大好きなもの、大切なもの」 - Daisuki na Mono, Taisetsu na Mono                                  | 19 agosto 2011    |         |
| 08  | The Indirect Route to Happiness 「しあわせへの回り道」 - Shiawase e no Mawarimichi                                                           | 26 agosto 2011    |         |
| 09  | Things You Can Do As Two 「ふたりだから出来ること」 - Futari dakara Dekiru Koto                                                              | 2 settembre 2011  |         |
| 10  | Moving Forward a little bit, with Everyone 「みんなで、少しでも前へ」 - Minna de, Sukoshi demo Mae e                                         | 9 settembre 2011  |         |
| 11  | Hopes, Uncertainties and Signs 「期待、不安、そして予兆」 - Kitai, Fuan, Soshite Yochō                                                       | 16 settembre 2011 |         |
| 12  | A Goal with a One-Way Path 「一方通行の終着点」 - Ippō Tsūkō no Shūchakuten                                                                  | 23 settembre 2011 |         |
| 13  | And so, the Girls Rise to the Shining Stage 「そして、彼女たちはきらめくステージへ」 - Soshite, Kanojo-tachi wa Kirameku Sutēji e            | 30 settembre 2011 |         |
| 14  | The World that Began to Change! 「変わり始めた世界!」 - Kawarihajimeta Sekai!                                                                | 7 ottobre 2011    |         |
| 15  | Everyone Together, It's a Live Broadcast! A Live Broadcast! 「みんな揃って、生放送ですよ生放送!」 - Minna Sorotte, Namahōsō desuyo Namahōsō! | 14 ottobre 2011   |         |
| 16  | How It Feels to be All Alone 「ひとりぼっちの気持ち」 - Hitoribocchi no Kimochi                                                              | 21 ottobre 2011   |         |
| 17  | Makoto, A True Prince 「真、まことの王子様」 - Makoto, Makoto no Ouji-sama                                                                   | 28 ottobre 2011   |         |
| 18  | Lots of, Everything 「たくさんの、いっぱい」 - Takusan no, Ippai                                                                             | 4 novembre 2011   |         |
| 19  | Like the Moon Hiding Between the Clouds 「雲間に隠れる月の如く」 - Kumoma ni Kakureru Tsuki no Gotoku                                        | 11 novembre 2011  |         |
| 20  | Promise 「約束」 - Yakusoku | 16 novembre 2011  |         |
| 21  | Like a Flower Blooming 「まるで花が咲くように」 - Maru de Hana ga Saku you ni                                                                | 25 novembre 2011  |         |
| 22  | On Christmas Eve 「聖夜の夜に」 - Seiya no Yoru Ni                                                                                           | 2 dicembre 2011   |         |
| 23  | I 「私」 - Watashi | 9 dicembre 2011   |         |
| 24  | Dream 「夢」 - Yume | 16 dicembre 2011  |         |
| 25  | Everyone, Together! 「みんなと、いっしょに！」 - Minna to, Issho ni                                                                          | 23 dicembre 2011  |         |
| OAV | A Story Called 765Pro 「765プロという物語」 - 765PURO to iu Monogatari                                                                       |                   |         |

## Colonna sonora
Sigle di apertura
1. READY!! cantata dalle 765PRO ALLSTARS (eps 2-14)
2. Change!!!! cantata dalle 765PRO ALLSTARS

Sigle di chiusura
1. The world is all one!! cantata dalle 765PRO ALLSTARS (ep 1)
2. Positive! (ポジティブ!) cantata da Rie Kugimiya & Mayako Nigo
3. First Stage cantata da Azumi Asakura & Hiromi Hirata
4. Aoi Tori (TV ARRANGE) (蒼い鳥（TV ARRANGE）) cantata da Asami Imai
5. MOONY cantata da Asami Imai, Chiaki Takahashi, Hiromi Hirata, Akiko Hasegawa, Manami Numakura, Naomi Wakabayashi
6. The IdolM@ster cantata da 765PRO All Stars
7. Ohayō!! Asagohan (おはよう!! 朝ご飯) cantata da Mayako Nigo
8. HANIKAMI! First Bite (ハニカミ! ファーストバイト) cantata da Rie Kugimiya & Chiaki Takahashi & Asami Shimoda
9. Reimei Starline (黎明スターライン) cantata da Asami Shimoda
10. Go My Way!! cantata da 765PRO and 876PRO All Stars
11. START!! cantata da Eriko Nakamura
12. Shocking na Kare! (ショッキングな彼！) cantata da Akiko Hasegawa
13. i cantata da 765PRO ALLSTARS
14. Colorful Days cantata da Eriko Nakamura, Akiko Hasegawa, Asami Shimoda,, Yumi Hara & Manami Numakura
15. MEGARE! cantata da 765PRO ALLSTARS
16. Brand New Day! cantata da Manami Numakura
17. Cheering Letter (チアリングレター) cantata da Hirata Hiromi
18. Mahou o Kakete! (魔法をかけて!) cantata da Naomi Wakabayashi
19. Kazahana (風花;Wind Flower) cantata da Yumi Hara
20. Yakusoku (約束;Promise) cantata da Asami Imai, Eriko Nakamura, Akiko Hasegawa, Mayako Nigo, Azumi Asakura, Hiromi Hirata, Asami Shimoda, Rie Kugimiya, Chiaki Takahashi, Yumi Hara, Manami Numakura
21. Sora (空) cantata da Juri Takita
22. Happy Christmas cantata da Eriko Nakamura & Asami Imai & Asami Shimoda & Chiaki Takahashi & Yumi Hara & Manami Numakura
23. Mitsumete (instrumental) (見つめて（instrumental）) cantata da NBGI（Yoshi）
24. Massugu (まっすぐ) cantata da 765PRO ALLSTARS
25. Issho (いっしょ) cantata da Eriko Nakamura & Mayako Nigo & Akiko Hasegawa & Chiaki Takahashi & Asami Shimoda

Insert song
1. Agent Yoru wo Yuku (エージェント夜を往く) cantata da Hiromi Hirata (eps 8,26)
2. Alice or Guilty cantata da Takuma Terashima, Daichi Kanbara & Yoshitsugu Matsuoka (eps 10,19)
3. ALRIGHT* cantata da Azumi Asakura (ep 3)
4. Aoi Tori cantata da Asami Imai (eps 1,26)
5. arcadia cantata da Asami Imai (ep 15)
6. Attakana Yuki (あったかな雪) cantata da Akiko Hasegawa, Mayako Nigo & Asami Shimoda (ep 22)
7. Day of the Future cantata da Akiko Hasegawa (ep 13)
8. Flower Girl (フラワーガール) cantata da Yumi Hara (eps 13,19)
9. Furufuru Future☆ (ふるふるフューチャー☆) cantata da Akiko Hasegawa (ep 12)
10. Hana (花) cantata da Juri Takita (ep 21)
11. Hare Iro (晴れ色) cantata da Chiaki Takahashi (ep 8)
12. Honey Heartbeat cantata da Nigo Mayako, Asakura Azumi & Hiromi Hirata (ep 24)
13. i cantata da 765PRO ALLSTARS (ep 23)
14. inferno cantata da Asami Imai (ep 22)
15. Ippai Ippai (いっぱいいっぱい) cantata da Naomi Wakabayashi (ep 18)
16. Jibun REST@RT (自分REST@RT) cantata da Eriko Nakamura, Akiko Hasegawa, Asami Imai, Mayako Nigo, Azumi Asakura, Hiromi Hirata & Asami Shimoda & Yumi Hara & Manami Numakura (ep 13)
17. Jitensha (自転車) cantata da Hiromi Hirata (ep 17)
18. Kami SUMMER!! (神SUMMER!!) cantata da Eriko Nakamura, Mayako Nigo, Asami Shimoda, Azumi Asakura, Rie Kugimiya & Yumi Hara (ep 5)
19. Kazahana (風花;Wind Flower) cantata da Azumi Asakura (ep 26)
20. Kimi wa Melody (キミはメロディ) cantata da Mayako Nigo, Azumi Asakura, Hiromi Hirata, Rie Kugimiya, Chiaki Takahashi & Naomi Wakabayashi (ep 14)
21. Kiramekirari (キラメキラリ) cantata da Mayako Nigo (eps 7,13)
22. Koi o Hajimeyou (恋をはじめよう) cantata da Takuma Terashima, Daichi Kanbara & Matsuoka Yoshitsugu (ep 21)
23. L.O.B.M cantata da 765PRO All Stars (ep 10)
24. Little Match Girl cantata da Azumi Asakura (ep 23)
25. Marionette no Kokoro (マリオネットの心) cantata da Akiko Hasegawa (ep 13)
26. Me ga Au Toki (目が逢う瞬間（とき)) cantata da Asami Imai (eps 13,26)
27. Meisō Mind (迷走Mind) cantata da Hiromi Hirata (ep 8)
28. My Best Friend cantata da Eriko Nakamura & Asami Imai (ep 13)
29. My Wish cantata da Akiko Hasegawa, Mayako Nigo, Azumi Asakura, Hiromi Hirata, Rie Kugimiya & Naomi Wakabayashi (ep 22)
30. Nanairo Button (七彩ボタン) cantata da Hiromi Hirata (ep 26)
31. Nanairo Button (七彩ボタン) cantata da Rie Kugimiya, Chiaki Takahashi & Asami Shimoda (eps 18,23)
32. Nemuri Hime (眠り姫) cantata da Asami Imai (ep 21)
33. Next Life cantata da Manami Numakura (ep 13)
34. Ohayō!! Asagohan (おはよう!! 朝ご飯) cantata da Asami Imai (ep 26)
35. Omoide o Arigatō (思い出をありがとう) cantata da Azumi Asakura (ep 13)
36. Otome yo Taishi o Dake!! (乙女よ太志を抱け!!) cantata da Eriko Nakamura (eps 4,13,26)
37. READY!!&CHANGE!!!! SPECIAL EDITION cantata da 765PRO ALLSTARS (ep 25)
38. relations cantata da Akiko Hasegawa (ep 22)
39. Sayonara wo Arigatou (さよならをありがとう;Thank You For The Goodbye) cantata da Nakamura Eriko (ep 24)
40. shiny smile (REM@STER-A) cantata da Chiaki Takahashi & Hiromi Hirata (ep 8)
41. Smile Taisō cantata da Mayako Nigo (ep 15)
42. Smoky Thrill cantata da Rie Kugimiya, Chiaki Takahashi & Asami Shimoda (ep 6)
43. Star to Star (スタ→トスタ→) cantata da Asami Shimoda (ep 13)
44. THE IDOLM@STER cantata da Eriko Nakamura, Akiko Hasegawa, Asami Imai, Mayako Nigo, Azumi Asakura, Hiromi Hirata, Asami Shimoda, Yumi Hara, Manami Numakura (ep 13)
45. Tonari ni... (隣に…;By Your Side) cantata da Chiaki Takahashi (ep 26)
46. TRIAL DANCE cantata da Manami Numakura (ep 16)
47. Waratte! (笑って!) cantata da Eriko Nakamura (ep 11)
48. Watashi wa Idol♡ (私はアイドル♡) cantata da Akiko Hasegawa (ep 13)
49. Watashi wa Idol♡ (私はアイドル♡) cantata da Rie Kugimiya, Mayako Nigo & Asami Shimoda (ep 2)

## Puchimas! Petit Idolm@aster
Nel settembre 2012 è stato annunciato l'anime Puchimas! Petite Idolm@ster (ぷちます！ プチアイドルマスター?, Puchimasu! Puchi Aidorumasutā), adattamento animato di un manga spin-off della serie in cui alle protagoniste dell'anime vengono affiancate delle versioni super-deformed di sé stesse. Il primo episodio dell'anime è stato pubblicato il 27 ottobre 2012. La sigla dell'anime è La♪La♪La♪ Wonderland (ら♪ら♪ら♪わんだぁらんど?, Ra♪Ra♪Ra♪ Wandārando).